# Opuntia tomentosa
Opuntia tomentosa (sus nombres comunes, en español, son nopal de San Gabriel, nopal chamacuelo o tunera de terciopelo) es un cactus (familia cactaceae) arbóreo, de la familia de opuntia, originario de México (estados de San Luis de Potosí e Hidalgo) y Nicaragua, y hoy naturalizado en numerosas zonas cálidas y secas del mundo (Australia, Sudáfrica, sur de los EE. UU., África del norte, Macaronesia).

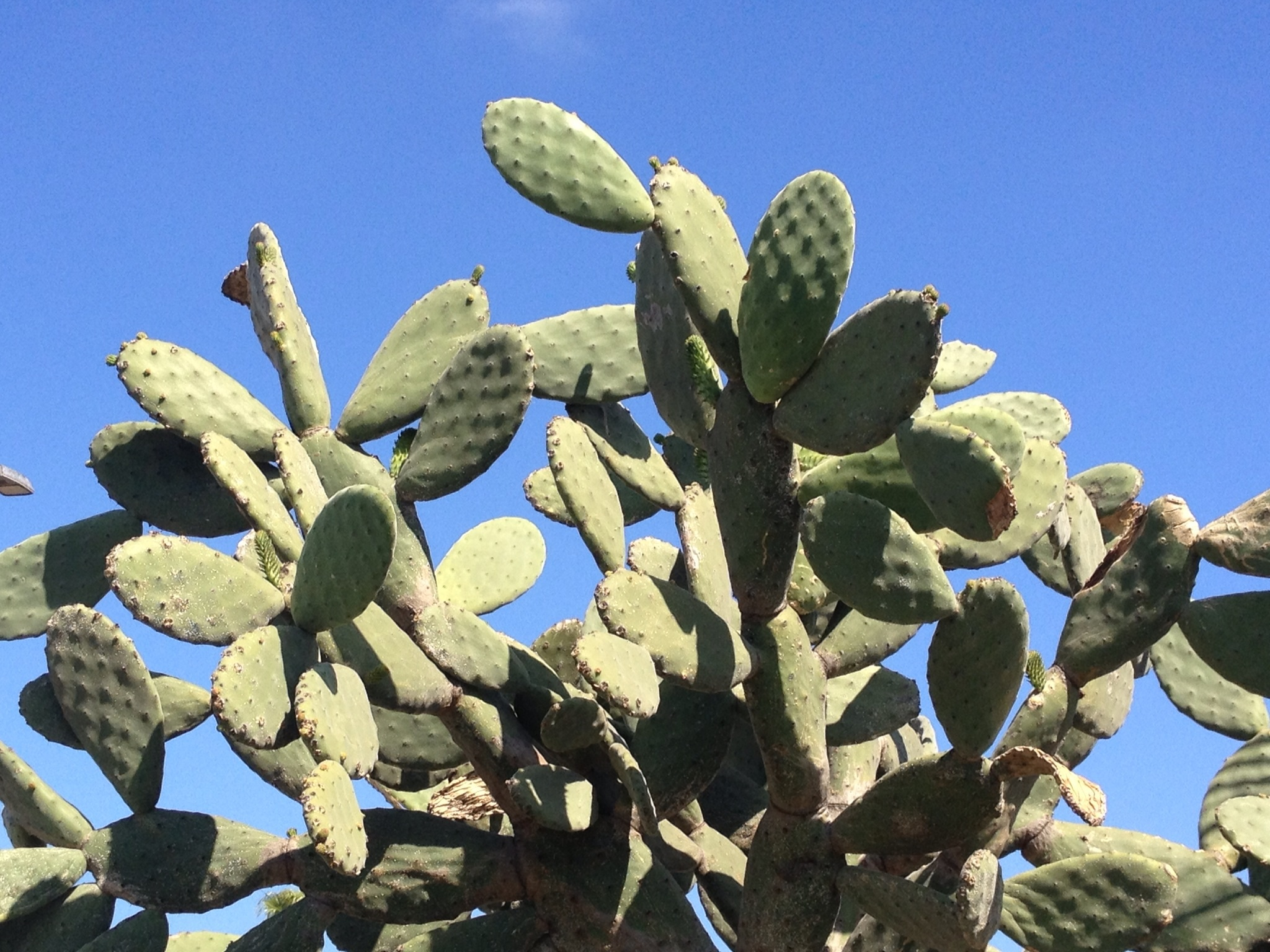
Vista general de la planta

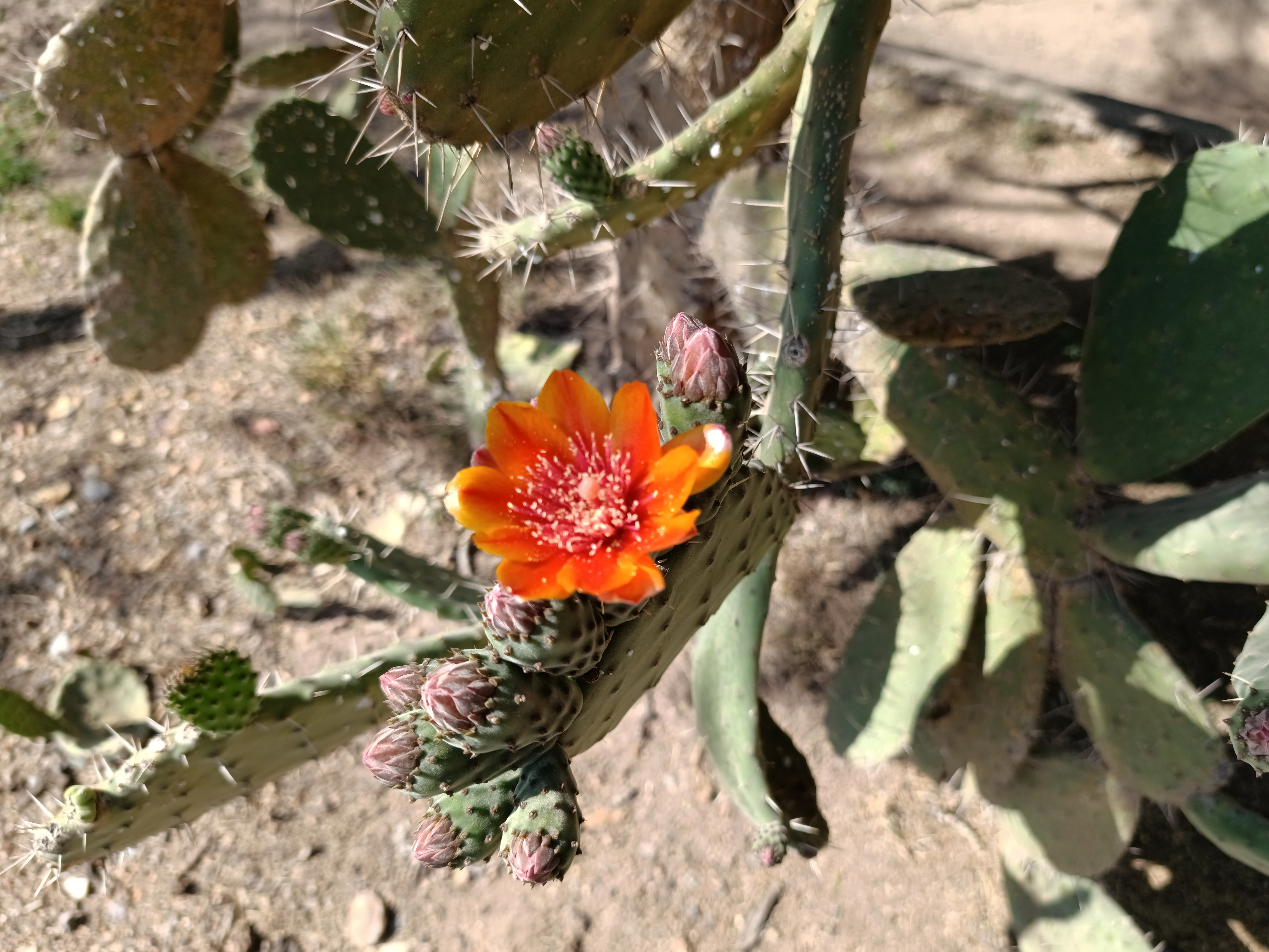
Flor

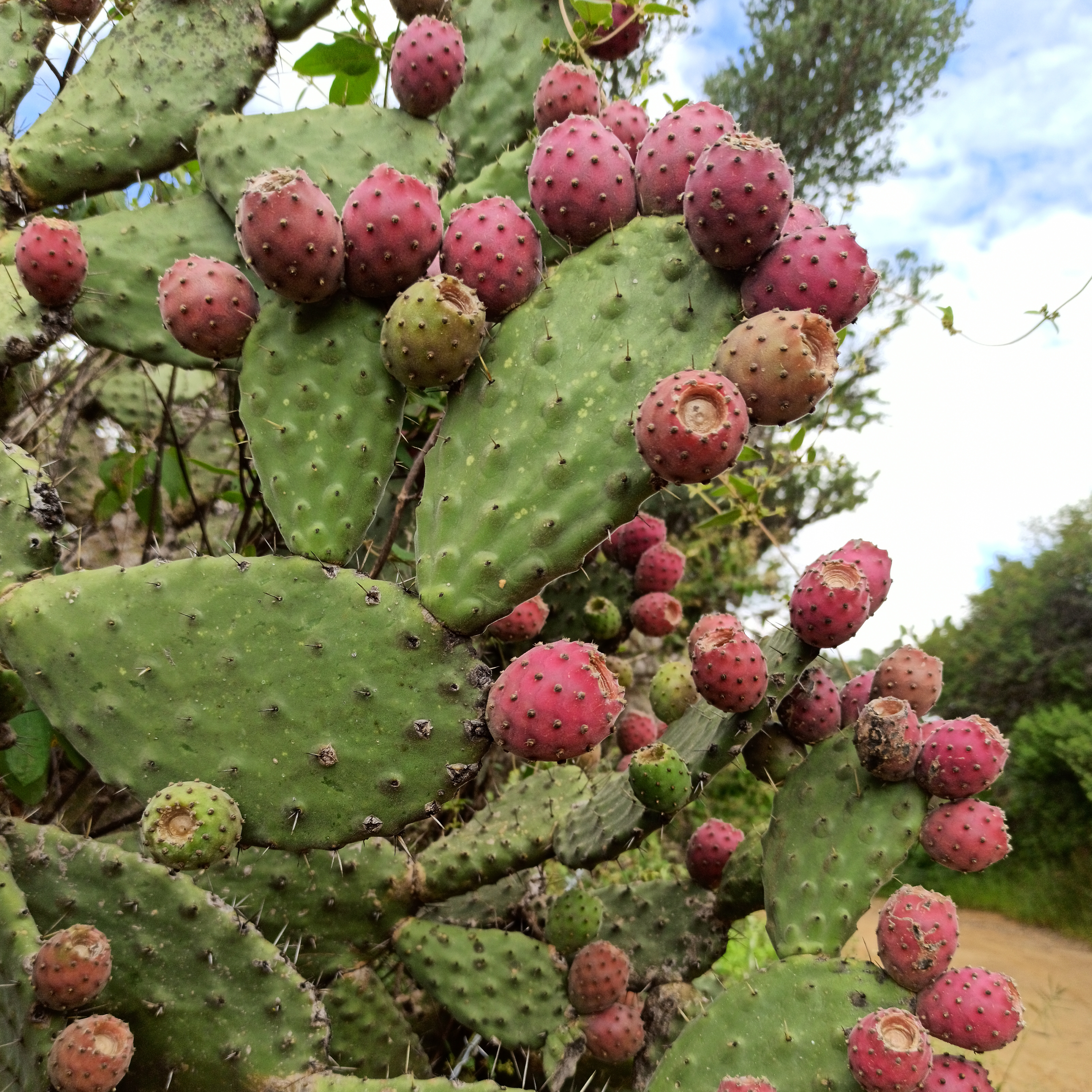
Frutos

## Descripción
De porte arbóreo o arbustivo, puede alcanzar los ocho m de altura, siendo su altura habitual de dos a seis metros, y alcanzando su tronco los 40 cm en su base. 

Las opuntias, como la mayor parte de los cactos, carecen de hojas propiamente dichas (quedan reducidas en esta planta a unos pequeños conos o cilindros, que luego se van cayendo, en las orejas nuevas). Los segmentos o nuevos brotes verdes del tallo (cladiolos, palas, pencas, orejas u hojas en sentido impropio), similares a hojas tienen entre 15 y 30 cm y entre 6 y 12 cm de ancho, son gruesos (cuando la planta ha recibido agua recientemente), planos, ovalados y de color verde oscuro en plantas sanas, y finamente aterciopelados. Las inferiores se van maderizando con el tiempo para formar un tronco y ramas. Las areolas (pequeñas protuberancias en las “hojas”) están en esta especie ligeramente elevadas (sobre todo en períodos de estrés hídrico), y están provistas de  gloquidios (acumulaciones de cortos pelos espinosos irritantes), en la opuntia tomentosa primero amarillentos y luego grisáceos, y en ocasiones con pequeñas espinas rectas. La denominación “tomentosa” indica que esta especie, en vez de espinas (carece de ellas, sobre todo en las plantas grandes y en el tallo, o las tiene finas y de escaso tamaño), posee “tomento” o borra.
Las flores (entre 4 y 5 cm de diámetro) son rojizas o anaranjadas o amarillas, y surgen habitualmente durante la época más cálida del año en los extremos de las “hojas”, a veces en la parte plana de las “hojas” no maderizadas. Los frutos (5 cm de largo, 3 de diámetro), protegidos con gloquidios, son ovoides y con su ápice deprimido; primero son verdes, luego maduran y se vuelven rojizos por dentro y por fuera, carnosos (pero llenos de semillas) y comestibles.
Existen dos variedades de opuntia tomentosa de menor tamaño, halladas en el estado de Sinaloa, México, en la costa del Pacífico. La variedad riléyi posee espinas blancas o grises, artículos aterciopelados con aréolas blancas, los gloquidios amarillos y una espina blanca curvada hacia abajo, y con flores de 7 cm de diámetro, amarillas. La variedad spranguei tiene los artículos de color verde oscuro, y son aterciopelados a causa del tomento blanco que los cubre; da flores amarillas con manchas rojas en el centro.

## Reproducción
Se reproduce muy fácilmente por esquejes (enterrando parcialmente “hojas” verdes o tallos maderizados), o bien por semillas (obtenidas de frutos maduros; limpias y secas se conservan durante años) dispersadas en la naturaleza por pájaros o zorros. Las semillas se mojan durante dos días en agua templada y luego se plantan en tierra arenosa, fuera del influjo del sol directo. Por su fácil reproducción se la considera especie invasiva en algunos estados de Australia, donde existen limitaciones legales a su venta, transporte o plantado. En Australia se ha combatido la invasión de esta planta con cierto éxito extendiendo la cochinilla, ante el fracaso de la destrucción por medios mecánicos (que en ocasiones servía para extender aún más la plaga, pues los trozos de la planta que se quería destruir acababan prendiendo y dando lugar a nuevas plantas). Las semillas germinan una vez enterradas, o tras abrirse bajo el efecto del calor o de hongos. 

## Cultivo
Se cultiva aún hoy en Centroamérica para la obtención (como ocurre con otras plantas) del insecto llamado grana cochinilla, a partir del cual (las hembras) puede obtenerse un colorante denominado carmín.
Se usa ocasionalmente en la jardinería, y en ocasiones al borde de caminos o carreteras, por su porte arbóreo, por su rápido crecimiento, por ser una planta xerófila (al igual que muchas otras plantas de zonas desérticas, sobrevive muy bien aunque los riegos sean escasos), por el hecho de que puede exponerse al sol directo y porque carece de espinas peligrosas. En jardinería resulta conveniente retirar las hojas que se entrecruzan o se dirigen o cuelgan hacia abajo con el fin de lograr un porte más arbóreo, equilibrado y hermoso, y para que la planta alcance más altura. La Opuntia es atacada ocasionalmente por varias plagas, sobre todo la cochinilla (Dactylopius opuntiae), el Cactoblasts cactorum y otros que pueden ser controlados simplemente con limpiezas periódicas de las hojas con agua a presión. La Opuntia tomentosa precisa suelos bien drenados, pues se pudre si hay demasiada humedad. El suelo no debe ser ni demasiado ácido ni demasiado alcalino. La Opuntia tomentosa, sobre todo los ejemplares de menor tamaño, no aguanta las heladas ni el frío extremo.

## Taxonomía
Opuntia tomentosa  fue descrita por Joseph de Salm-Reifferscheidt-Dyck y publicado en Observ. Bot. Horto Dyck 3: 8 8 1822.
Etimología
Opuntia: nombre genérico  que proviene del griego usado por Plinio el Viejo para una planta que creció alrededor de la ciudad de Opus en Grecia.
tomentosa: epíteto latino que significa "peluda".
Sinonimia
- Opuntia hernandezii DC.
- Opuntia icterica Griffiths
- Opuntia macdougaliana Rose
- Opuntia oblongata H. Wendl.
- Opuntia tomentella A. Berger
- Opuntia tomentosa var. hernandezii (DC.) Bravo
- Opuntia velutina var. macdougaliana (Rose) Bravo	[4]